# 佩雷希爾島

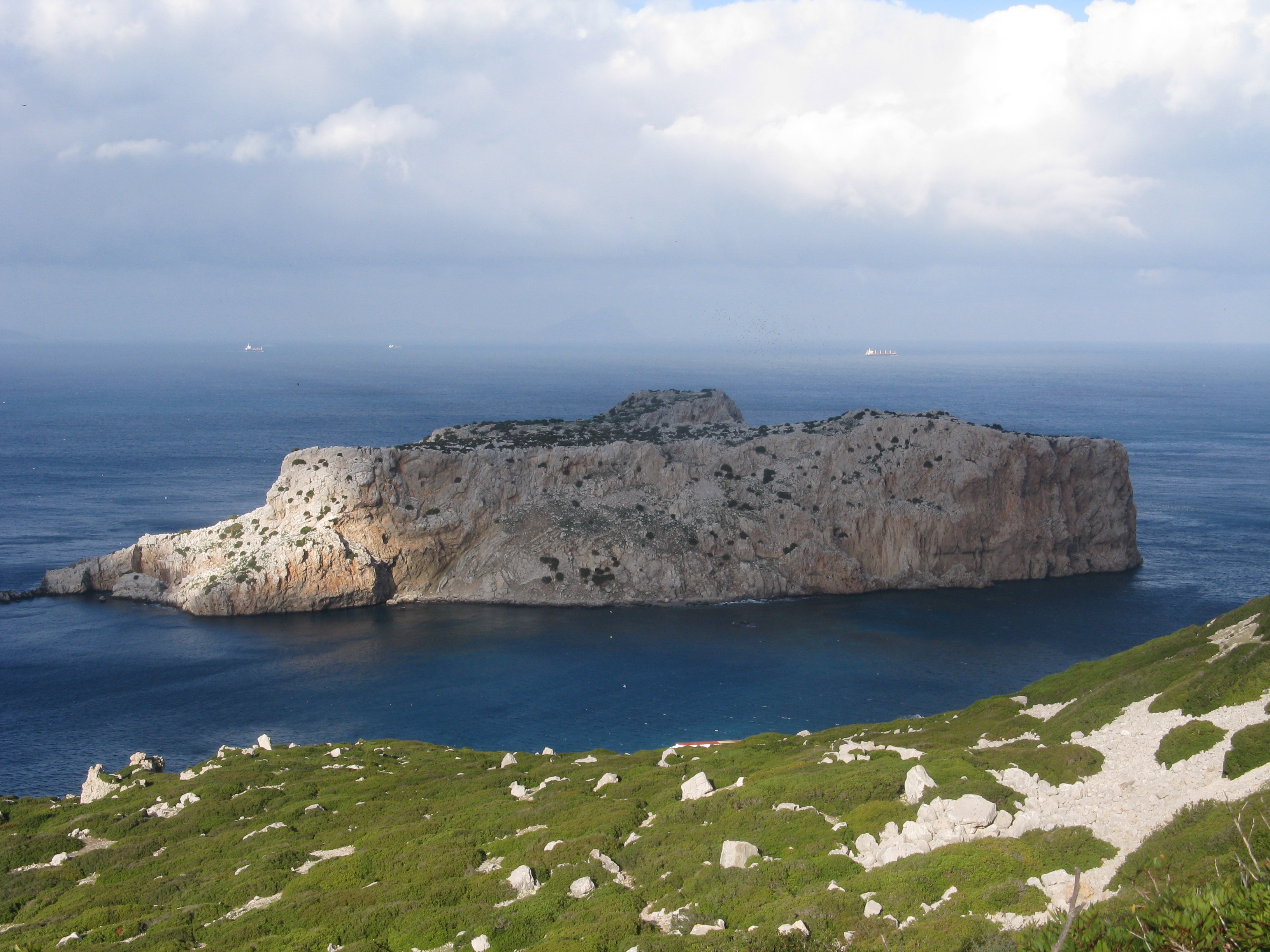
佩雷希爾島

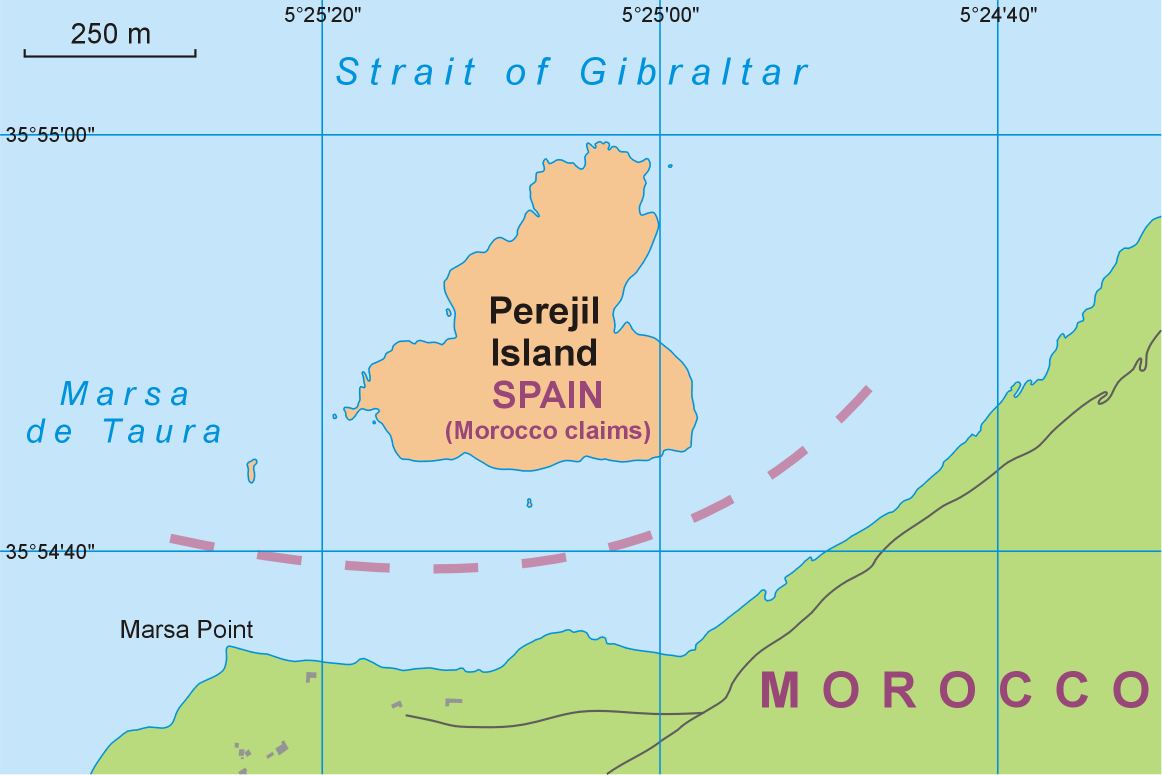
佩雷希爾島

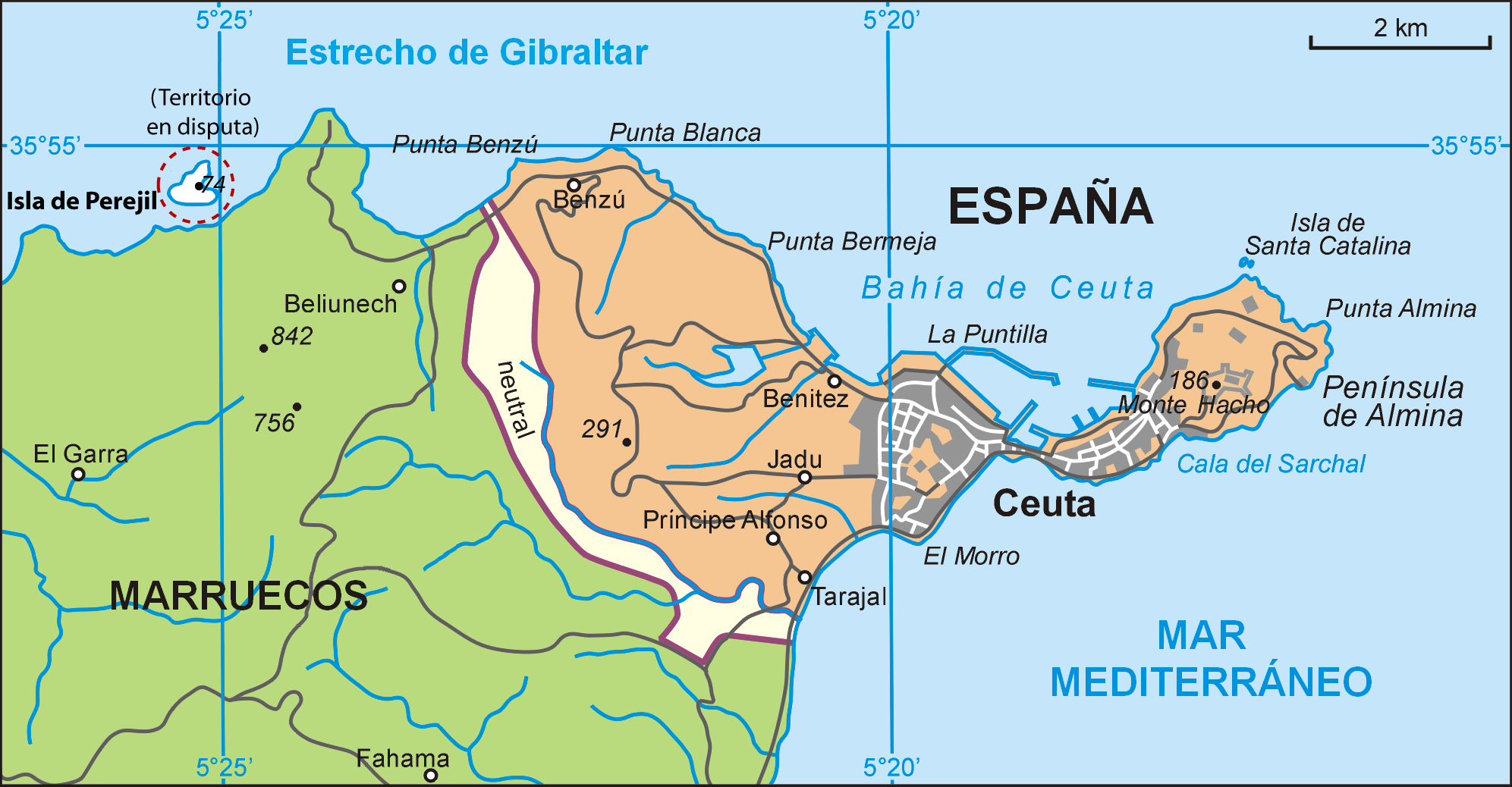
佩雷希爾島位于休达以西

佩雷希爾島（西班牙語：Isla de Perejil、阿拉伯语：‎、柏柏爾語：Tura）摩洛哥称雷拉岛，是西班牙和摩洛哥两国争议岛屿。该岛位于摩洛哥北部重镇丹吉尔以东40公里、休达以西4公里的直布罗陀海峡水域，是一个面积仅有13.5公顷的荒岛。
由于该岛位于地中海靠近摩洛哥一侧，并扼守大西洋和地中海要道，战略地位十分重要，所以其主权归属的历史争端复杂。整个19世纪，西班牙、英国和摩洛哥都声称拥有佩雷希尔岛的主权。目前该岛实际被西班牙控制。

## 歷史
1912年，英国宣布放弃对该岛的主权要求。此后，西班牙和摩洛哥两国一直对其主权归属存在分歧，但按照两国之间达成的协议，双方均不能派兵占据该岛。
2002年7月11日，一些摩洛哥士兵登上这个小岛，但是西班牙军队随后于17日采取了军事行动，驱逐了登上该岛的摩洛哥士兵，對該島實際控制。